# Fétuque
Festuca
 (mai 2013).
Genre
Classification APG II (2003)
Festuca (fétuque) est un genre de plantes monocotylédones de la famille des Poaceae (graminées), dont plusieurs espèces sont cultivées comme plantes fourragères.
Ce genre comprend un grand nombre d'espèces, cependant comme la taxinomie est complexe, le nombre d'espèces véritablement rattachées au genre est incertain. Les estimations vont de plus de 400 à plus de 500,.
Beaucoup de ces espèces sont intéressantes au point de vue fourrager ; quelques-unes d'entre elles, comme Festuca arundinacea, Festuca pratensis, Festuca rubra, sont même de première importance.
Certaines espèces, à feuilles très fines, telles que Festuca rubra, Festuca tenuifolia, Festuca ovina etc., sont aussi cultivées pour constituer des pelouses ou des terrains de sport,
D'autres, comme Festuca arundinacea, Festuca ovina, Festuca rubra, Festuca tenuifolia, sont des mauvaises herbes des cultures. 
Le  pollen des fétuques contribue beaucoup au rhume des foins.

## Description
Les caractères botaniques des Fétuques reposent sur la forme des glumes, qui sont carénées ; sur l'absence presque complète de barbes et sur la forme oblongue de la graine.
Les fétuques ont des inflorescences en panicule rameuse, dans quelques rares cas la panicule peut être spiciforme. Plusieurs espèces présentent des panicules à rameaux géminés inégaux.
L'épillet contient plusieurs fleurs. Les glumes sont plus courtes que l'épillet.
La fleur terminale est stérile. Les autres fleurs sont hermaphrodites avec 3 étamines, 2 lodicules et un ovaire à 2 stigmates plumeux terminaux (chez les bromes les stigmates sont subterminaux).
Les glumes sont carénées. La glume inférieure est plus courte que la glume supérieure. Les glumelles inférieures ont le dos arrondi (chez les paturins le dos est caréné) et quand elles ont des arêtes, celles-ci sont en position terminale, rarement subterminale.
Les fétuques ont une ligule membraneuse parfois très réduite, certaines ont également des oreillettes. La semence présente une baguette.
En somme, les caractères qui distinguent les Fétuques des Bromes, des Paturins et des Dactyles ne sont qu'assez secondaires et ils laissent une grande confusion dans la nomenclature botanique, la même espèce étant souvent placée par divers auteurs dans deux ou trois genres différents.
Enfin, les diverses espèces de Fétuques diffèrent considérablement par leur taille, leur rendement et leur valeur fourragère.

## Taxinomie
Le genre Festuca est très proche du genre Lolium (ray-grass). Des études  phylogénétiques utilisant le  séquençage de  l'ADN mitochondrial ont montré que ce genre n'est pas monophylétique. Cela a conduit des taxinomistes à transférer plusieurs espèces, dont des graminées fourragères comme la fétuque élevée et la fétuque des prés, du genre Festuca vers le genre Lolium. 
En outre il existe différentes espèces d'hybrides Festuca X Lolium denommés ×Festulolium.

### Étymologie
Le nom du genre vient du latin festuca désignant le fétu de paille.

### Complexité
« Décrit depuis Linné, le genre Festuca a souvent la réputation d'être d'une approche difficile. Tous les auteurs ne délimitent pas ce genre de la même façon. Il fait régulièrement l'objet de diverses restructurations en même temps que de nouveaux critères distinctifs apparaissent. Toutefois, la description précise retenue par WATSON & DALLWITZ (1992) dans leur monographie des genres mondiaux de Gramineae coïncide avec la structure du genre Festuca qui domine le XXe siècle en Europe de l'ouest ».

### Principales espèces
- Festuca abyssinica Hochst. ex A.Rich.
- Festuca actae Connor
- Festuca alpina Suter, la fétuque alpine
- Festuca altaica Trin.
- Festuca altissima All., la grande fétuque
- Festuca amethystina L.
- Festuca ampla Hack.
- Festuca arenaria Lam.
- Festuca argentina (Speg.) Parodi
- Festuca arizonica Vasey
- Festuca arundinacea Schreb., la fétuque élevée ou fétuque faux-roseau
- Festuca arvernensis Auquier et al.
- Festuca aurasiaca Batt. & Trab.
- Festuca beckeri (Hack.) Trautv.
- Festuca borbonica Spreng.
- Festuca brachyphylla Schult. & Schult. f.
- Festuca brevipila R. Tracey
- Festuca burnatii St.-Yves
- Festuca caerulescens Desf.
- Festuca californica Vasey
- Festuca callieri (Hack. ex St.-Yves) Markgr.
- Festuca calligera (Piper) Rydb.
- Festuca campestris
- Festuca caprina Nees
- Festuca cinerea Vill.
- Festuca contracta Kirk
- Festuca cretacea T. N. Popova & Proskor.
- Festuca cumminsii Stapf
- Festuca dahurica (St.-Yves) Krecz. & Bobrov
- Festuca dasyclada Hack. ex Beal
- Festuca diffusa Dumort.
- Festuca dimorpha Guss.
- Festuca djimilensis Boiss. & Balansa
- Festuca dolichophylla J. Presl
- Festuca drymeja Mert. & W. D. J. Koch
- Festuca durandoi Clauson
- Festuca elegans Boiss.
- Festuca elmeri Scribn. & Merr.
- Festuca eskia Ramond ex DC.
- Festuca extremiorientalis Ohwi
- Festuca filiformis Pourr., la fétuque à feuilles ténues
- Festuca gigantea (L.) Vill., la fétuque géante
- Festuca glauca Vill. , la fétuque glauque
- Festuca gracillima Hook. f.
- Festuca halleri All.
- Festuca hawaiiensis Hitchc.
- Festuca hervieri Patzke
- Festuca heterophylla Lam.
- Festuca hystrix Boiss.
- Festuca idahoensis Elmer
- Festuca indigesta Boiss.
- Festuca juncifolia St.-Amans
- Festuca karatavica (Bunge) B. Fedtsch.
- Festuca kingii (S. Watson) Cassidy
- Festuca komarovii Krivot.
- Festuca kronenbergii Hack.
- Festuca kurtziana St.-Yves
- Festuca laxa Host
- Festuca lemanii T. Bastard, la fétuque de Léman
- Festuca lenensis Drobow
- Festuca ligulata Swallen
- Festuca litvinovii (Tzvelev) E.B.Alexeev
- Festuca longifolia Thuill.
- Festuca longipes Stapf
- Festuca lucida Stapf
- Festuca magellanica Lam.
- Festuca mairei St.-Yves
- Festuca matthewsii (Hack.) Cheeseman
- Festuca monticola Phil.
- Festuca muelleri Vickery
- Festuca multinodis Petrie & Hack.
- Festuca novae-zelandiae (Hack.) Cockayne
- Festuca occidentalis Hook.
- Festuca orthophylla Pilg.
- Festuca ovina L., la fétuque ovine
- Festuca pallens Host
- Festuca pallescens (St.-Yves) Parodi
- Festuca panciciana (Hack.) K.Richt.
- Festuca paradoxa Desv.
- Festuca picturata Pils
- Festuca polycolea Stapf
- Festuca porcii Hack.
- Festuca pratensis Huds., la fétuque des prés
- Festuca procera Kunth
- Festuca psammophila (Hack. ex Celak.) Fritsch
- Festuca pseudodalmatica Krajina ex Domin
- Festuca pseudoeskia Boiss.
- Festuca pseudovina Hack. ex Wiesb.
- Festuca pulchella Schrad., la fétuque jolie
- Festuca pungens Vahl
- Festuca purpurascens Banks & Sol. ex Hook. f.
- Festuca quadriflora Honck.
- Festuca rigescens (J. Presl) Kunth
- Festuca rigidiuscula E.B.Alexeev
- Festuca rivularis Boiss.
- Festuca roemeri (Pavlick) E.B.Alexeev
- Festuca rubra L., la fétuque rouge
- Festuca rupicaprina (Hack.) A. Kern.
- Festuca rupicola Heuff.
- Festuca scabra Vahl
- Festuca scabriusculaPhil.
- Festuca scariosa (Lag.) Asch. & Graebn.
- Festuca sclerophylla Boiss. ex Bisch.
- Festuca sibirica Hack. ex Boiss.
- Festuca sinensis Keng ex E.B.Alexeev
- Festuca spadicea L.
- Festuca spectabilis Jan
- Festuca stricta Host
- Festuca subulata Trin.
- Festuca subuliflora Scribn.
- Festuca tatrae (Czakó) Degen
- Festuca thurberi Vasey
- Festuca vaginata Waldst. & Kit. ex Willd.
- Festuca valesiaca Schleich. ex Gaudin
- Festuca varia Haenke
- Festuca venusta St.-Yves
- Festuca versuta Beal
- Festuca violacea Schleich. ex Gaudin
- Festuca viridula Vasey
- Festuca vivipara (L.) Sm.
- Festuca weberbaueri Pilg.
- Festuca xanthina Roem. & Schult.